# 冨田寛治
冨田 寛治（とみた かんじ、1929年9月30日 - 2014年9月16日）は、日本の経営者。大同特殊鋼社長、会長を務めた。

## 経歴
愛知県出身。1953年に東京大学経済学部を卒業し、同年に大同製鋼(のちの大同特殊鋼)入社。
1982年9月に取締役に就任し、1984年5月に常務、1988年6月に専務、1990年6月に副社長を経て、1992年6月には社長に就任。1998年6月に会長に就任し、2002年6月に相談役に就任。
2014年9月16日肺炎のために死去。84歳没。